# (172947) Baeyens
Pour les articles homonymes, voir Baeyens.
(172947) Baeyens est un astéroïde de la ceinture principale.

## Description
(172947) Baeyens est un astéroïde de la ceinture principale. Il fut découvert le 13 mai 2005 au Mont Lemmon par Albert D. Grauer. Il présente une orbite caractérisée par un demi-grand axe de 3,00 UA, une excentricité de 0,07 et une inclinaison de 11,4° par rapport à l'écliptique.

## Compléments